# Лановіче-Малі
Лановіче-Малі (пол. Łanowicze Małe) — село в Польщі, у гміні Пшеросль Сувальського повіту Підляського воєводства.
Населення — 79 осіб (2011).
У 1975-1998 роках село належало до Сувальського воєводства.

## Демографія
Демографічна структура станом на 31 березня 2011 року:
|          | Загалом | Допрацездатний вік | Працездатний вік | Постпрацездатний вік |
| -------- | ------- | ------------------ | ---------------- | -------------------- |
| Чоловіки | 48      | 13                 | 28               | 7                    |
| Жінки    | 31      | 5                  | 17               | 9                    |
| Разом    | 79      | 18                 | 45               | 16                   |